# Shaone Morrisonn
Shaone Morrisonn, född 23 december 1982 i Vancouver, British Columbia, är en kanadensisk professionell ishockeyspelare som sedan säsongen 2014-15 spelar för KHL Medveščak Zagreb i KHL.
Morrisonn valdes av Boston Bruins som 19:e spelare totalt i 2001 års NHL-draft. Morrisonn har tidigare spelat för Boston Bruins, Washington Capitals och Buffalo Sabres i NHL.

## Klubbar
- Kamloops Blazers 1999–2002
- Providence Bruins 2002–2004
- Boston Bruins 2002–2004
- Portland Pirates 2004–05
- Washington Capitals 2005–2010
- Buffalo Sabres 2010–2011
- Rochester Americans 2011–2012
- HK Spartak Moskva 2012–2013
- HK CSKA Moskva 2013
- HC TPS 2013–2014
- KHL Medveščak Zagreb 2014–